# Lijst van eredoctoraten van de Universiteit Twente

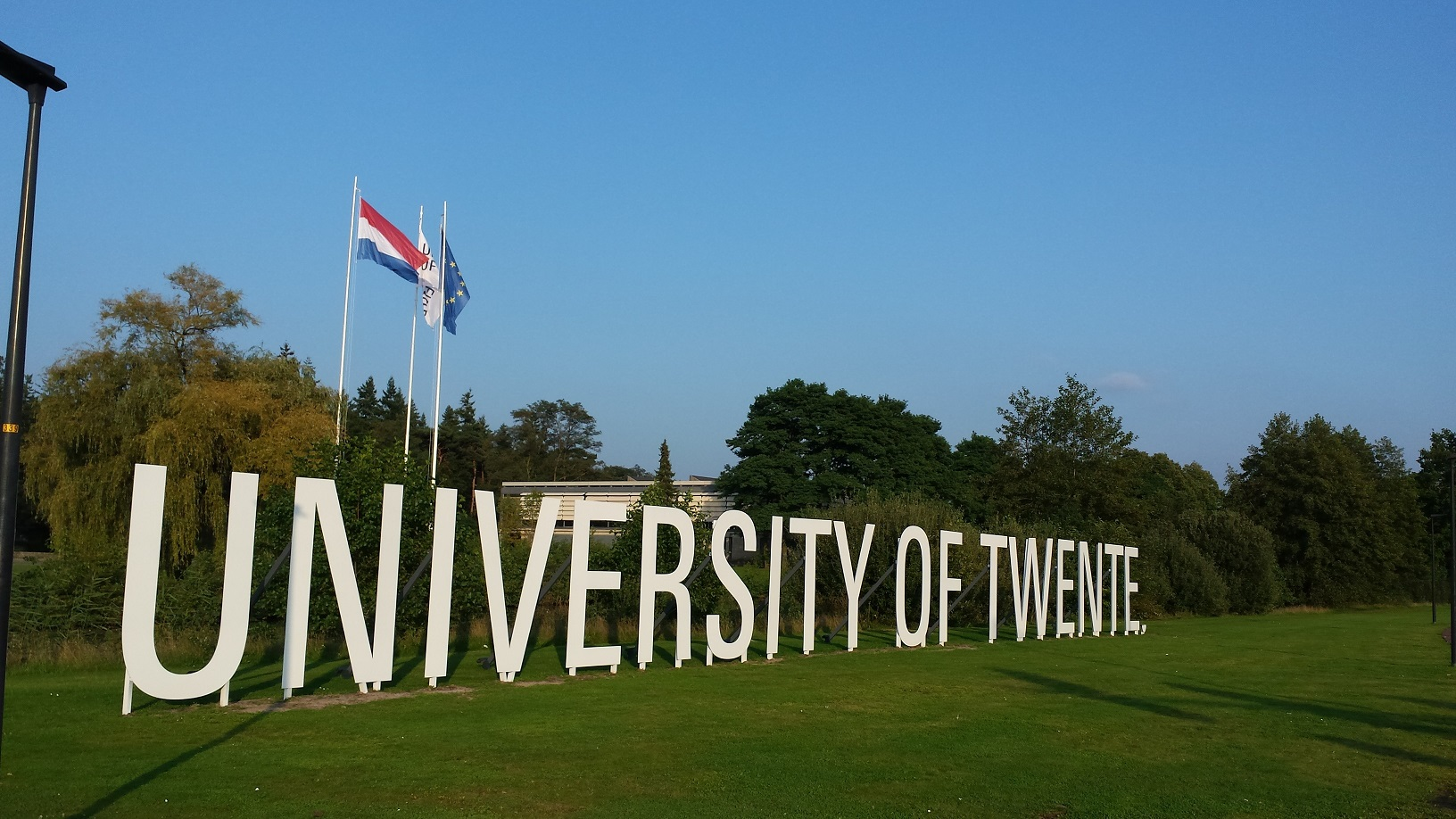
Universiteit Twente

Dit is een lijst van alle eredoctoraten van de Universiteit Twente. Eredoctoraten worden in Twente sinds 1981 uitgereikt, aan "personen die een uitzonderlijke prestatie hebben geleverd in de wetenschap of op maatschappelijk gebied, zonder dat daarover verslag is gelegd in een proefschrift". Twee van de eredoctores ontvingen ook de Nobelprijs voor Scheikunde: Fraser Stoddart (h.c. 2006) en Lehn (h.c. 1991).
| Jaar | Naam                        | Portret | Vakgebied                  |
| ---- | --------------------------- | ------- | -------------------------- |
| 2021 | Jaya Baloo                  |         | digitale veiligheid        |
| 2021 | Prins Constantijn           |         | technische bedrijven       |
| 2021 | Debra Roberts               |         | klimaatbeleid              |
| 2021 | Wim van Saarloos            |         | academisch bestuur         |
| 2016 | Christoph Gerber            |         | microscopietechniek        |
| 2016 | Hugh Herr                   |         | biomechatronica            |
| 2016 | Neelie Kroes                |         | bedrijfsleven en politiek  |
| 2016 | Edward Tufte                |         | datavisualisatie           |
| 2011 | Jamie Hyneman & Adam Savage |         | wetenschapspopularisering  |
| 2011 | Wolfgang Knoll              |         | fysica                     |
| 2011 | Helga Nowotny               |         | wetenschapsbestuur         |
| 2011 | Henri Termeer               |         | ondernemer, biotechnologie |
| 2007 | Ora Kedem                   |         | thermodynamica             |
| 2006 | Gerard Holzmann             |         | informatica                |
| 2006 | Sheila Sen Jasanoff         |         | wetenschapsdynamica        |
| 2006 | Sung Wan Kim                |         | farmacie                   |
| 2006 | James Fraser Stoddart       |         | scheikunde                 |
| 2002 | Manuel Castells             |         | sociologie                 |
| 2002 | Vinton Cerf                 |         | internet                   |
| 2002 | Anthony Giddens             |         | sociologie                 |
| 2002 | George Whitesides           |         | scheikunde                 |
| 1996 | Jan Boot                    |         | bedrijfseconomie           |
| 1996 | Roger Needham               |         | informatica                |
| 1996 | Marten Oosting              |         | bestuurder, ombudszaken    |
| 1996 | Hiroyuki Yoshikawa          |         | management                 |
| 1991 | Igor Ansoff                 |         | strategisch management     |
| 1991 | Adriaan de Groot            |         | psychologie                |
| 1991 | Jean-Marie Lehn             |         | scheikunde                 |
| 1986 | Willem Kolff                |         | interne geneeskunde        |
| 1986 | Albert Jan Staverman        |         | scheikunde                 |
| 1981 | Henk Reinoud                |         | toepassing informatica     |
| 1981 | Bert Röling                 |         | polemologie                |
| 1981 | Frits Zuiderweg             |         | procestechnologie          |